# Temnora swynnertoni
Temnora swynnertoni is een vlinder uit de familie van de pijlstaarten (Sphingidae). De wetenschappelijke naam van de soort werd in 1938 gepubliceerd door Stevenson.